# بازی مرگ (مجموعه تلویزیونی)
بازی مرگ (انگلیسی: Death's Game; کره‌ای: 이재, 곧 죽습니다) یک مجموعه تلویزیونی کره جنوبی سال ۲۰۲۳ با بازی سو این گوک و پارک سو دام است. این مجموعه برپایه وب‌تونی با همین نام اثر لی وون شیک و Ggulchan است و به صورت سریالی‌شده در ناور وب‌تون در سال ۲۰۱۹ منتشر شد و داستان شخصی را به تصویر می‌کشد که با ناامیدی زندگی جدیدی را آغاز می‌کند. بازی مرگ مجموعه اریجینال تیوینگ است و در این پلتفرم منتشر شد و برای استریم در آمازون پرایم ویدئو در مناطق منتخب قابل دسترسی است. بازی مرگ به دو پارت تقسیم شده‌است: پارت ۱ در ۱۵ دسامبر ۲۰۲۳ و پارت ۲ در ۵ ژانویه ۲۰۲۴، ساعت ۱۲:۰۰ (کی‌اس‌تی) منتشر شد. و با ۸ قسمت پایان یافت☆

## بازیگران

### اصلی
- سو این گوک در نقش چوی یی جه: مردی که پس از هفت سال ناتوانی در یافتن شغل، اراده خود را برای زندگی از دست داد.[۸]
- پارک سو دام در نقش مرگ: موجودی مرموز که درست پیش از سقوط به جهنم، دوازده بار زندگی و مرگ یی جه را قضاوت کرد.[۸]

### مکمل
- چوی شی وون در نقش پارک جین ته[۹]
- سونگ هون در نقش سونگ جه سوپ[۱۰]
- کیم کانگ هون در نقش کوان هیوک سو[۱۱]
- جانگ سونگ جو در نقش لی جو هون[۱۰]
- لی جه ووک در نقش چو ته سانگ[۱۲]
- لی دو هیون در نقش جانگ گون وو[۱۳]
- کیم جه ووک در نقش جونگ گیو چول[۱۴]
- اوه جونگ سه در نقش آه جی هیونگ[۱۵]
- کیم وون هه در نقش مرد بی‌خانمان[۱۶]
- کیم گون هو در نقش کارمند اداره
- گو یون جونگ در نقش لی جی سو[۱۷]
- کیم جی هون در نقش پارک ته وو[۱۸]